# Aura Urziceanu
Aura Urziceanu, nota anche con il solo prenome Aura (Bucarest, 14 dicembre 1946), è una cantante e compositrice rumena di jazz, musica leggera e musica tradizionale.

## Biografia
Nacque a Bucarest da Jana e Nelu Urziceanu, una famiglia di musicisti. All'età di cinque anni iniziò a studiare il violino sotto la guida di suo padre, ex violonista dell'orchestra della radio e professore di violino. Conseguì il diploma di musica pop nella classe di canto guidata dalla professoressa Florica Orăscu alla Scuola popolare d'arte di Bucarest e fece il suo debutto alla Radio rumena nel 1959 con la canzone Vreau să cânt și eu la televizor.
Qualche anno dopo interpretò in tv la composizione Soarele e-ndrăgostit de Mamaia scritta da Dinu Șerbănescu sui testi di Aurel Felea, presentata precedentemente alla prima edizione (1963) del Festival di musica di Mamaia.
Nei primi anni la giovane Aura Urziceanu eseguì musica leggera nei centri culturali ed in seguito si avvicinò al repertorio di musica tradizionale rumena. Si fece notare in un concerto per cantanti dilettanti incluso nel programma del terzo Festival di Mamaia (1965), dove cantò la canzone "Con te sto pensando" firmata dal compositore Petre Firulescu. Nello stesso anno, fece la sua prima apparizione su un grande palco, al Sala Palatului di Bucarest, dove interpretò due numeri in uno spettacolo di rivista del Teatro di satira musicale Constantin Tanase Zâmbiți, vă rog e Oglinda dragostei, entrambe scritte da Edmond Deda.
Nel 1971, la band composta da Aura Urziceanu, Aurelian Andreescu e Mihaela Mihai rappresentò la Romania al Festival internazionale di musica di Knocke (Belgio). Grazie all'alto punteggio ottenuto da Aura, punteggio accordato in unanimità dai dieci membri della giuria, la Romania vinse la "Coppa dell'Europa". Aura Urziceanu ottenne il premio della stampa e venne nominata "cantante del festival".
Debuttò alla prestigiosa Carnegie Hall nel 1972 e si esibì al Newport Jazz Festival con Duke Ellington con il quale collaborò dal 1970 fino alla morte del cantante nel 1974. In seguito, girò il Giappone nel tour con Quincy Jones (registrando un album) e con Thad Jones e Mel Lewis e condivise il palco con artisti come Sarah Vaughn, Ella Fitzgerald e Aretha Franklin.

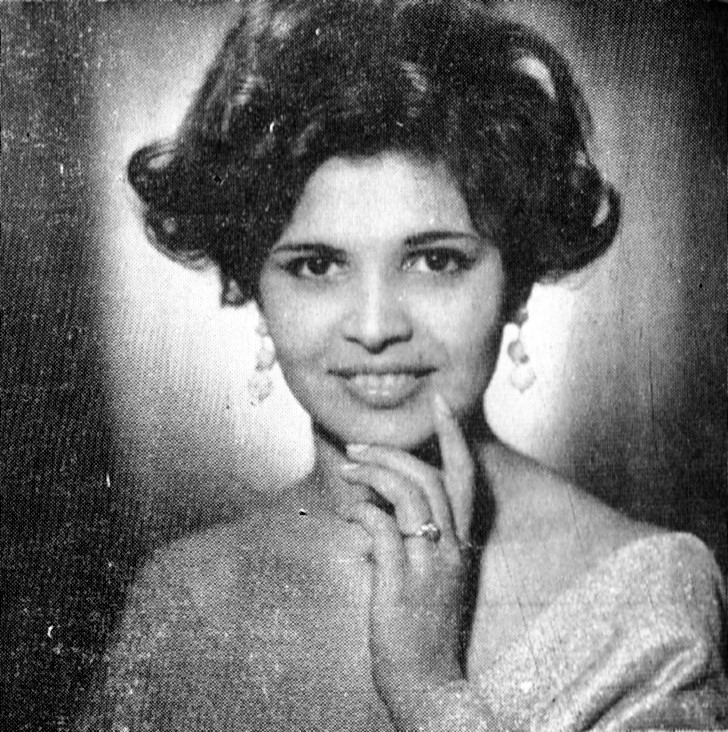
Aura Urziceanu nel 1968 circa

Nota come Aura, venne definita dal musicista e critico musicale Mihai Berindei "autentica cantante jazz internazionale". Aura Urziceanu trascorse gran parte degli anni '70 in tournée (in Russia, con il trio guidato da Iancsi Korossy, in Israele con il Teatro "Ion Vasilescu", in Germania con la sua band Horia Ropcea) o viaggiando tra la Romania, per registrare la sua musica per la radio, e Toronto, dove viveva con il marito batterista jazz, Ron Rully. Si esibì con altri artisti come Bill Evans, Ahmad Jamal, Hank Jones, Dizzy Gillespie, Paul Desmond, Joe Pass, utilizzando il nome Urziceanu-Rully e Aura Rully.
Nel 2005 pubblicò l'album The best of Aura contenente 14 tracce cantate in sette lingue: rumeno, inglese, francese, italiano, spagnolo, portoghese ed ebraico. Per i suoi 45 anni di carriera, nel dicembre 2005 organizzò un concerto con la partecipazione di Ron Rully (Canada), George Urziceanu (Germania), Elia & Band (Inghilterra), Falvius & Eurosound (Germania).
Aura Urziceanu fu anche compositrice, scrisse canzoni di musica leggera in collaborazione con i parolieri V. Dan, Eugen Rotaru e Andreea Andrei Dumitriu: Vreau să vii în viața mea (una collaborazione con Doru Căplescu, scelta dal pubblico canzone del 1986, Dor de viață e Crez, Matahari Russian Girl e Zihronot mi Israel (firmato da Eugen Rotaru con testi in ebraico), Dragoste, Let Him Be Mine e Atâta dor, una collaborazione con il pianista-arrangiatore George Natsis e con Ionel Tudor.
Stabilita in Canada insieme al marito, ebbe con lui il figlio Elia, cantante e produttore di musica elettronica stabilito a Londra. Dopo le polemiche scattenate sulla sua presunta etnia rom (che Aura Urziceanu smentì) e il successivo vandalismo della sua voce su Wikipedia in rumeno nel 2011, in segno di protesta scelse di chiudere il blog personale ed i profili social. Nel 2014 rinunciò anche alla cittadinanza rumena

## Discografia

### Album
- Aura (1972, Pink Elephant PE 877-017)
- Seară de jazz (1974, Electrecord STM-EDE 0938) – con il Septetul de jazz di Bucarest
- Oh, My Love (1974, Electrecord STM-EDE 01029)
- Thad & Aura (1977, Four Leaf Clover) – con Thad Jones
- Once I Loved (1981, Electrecord ST-EDE 01892)
- Dulce cîntec românesc (1982, Electrecord EDE 02167) – con George Urziceanu
- Over the Rainbow (1984, dublu album, Electrecord ST-EDE 02505 e ST-EDE 02506)
- I Found Love Again (1996, Bask Records) – con il nome Aura Borealis
- Dor de viață (2000, Bask Records)

### Riedizioni
- I Found Love Again (1997, Electrecord)
- Dor de viață (2001, Electrecord)
- Seară de jazz (2003, P-Vine)
- Over the Rainbow (2003, P-Vine)

### Raccolte
- Melodii din toată lumea IX (1971?, Electrecord)